# Philautus medogensis
Philautus medogensis és una espècie de granota que es troba a la Xina i, possiblement també, a l'Índia.